# دیوردی تومپک
دیوردی تومپک (مجاری: György Tumpek؛ زادهٔ ۱۲ ژانویهٔ ۱۹۲۹) شناگر اهل مجارستان بود.